# Adam Stegerwald
Adam Stegerwald est un homme politique allemand, né le 15 décembre 1874 à Greußenheim (Royaume de Bavière) et mort le 3 décembre 1945 à Wurtzbourg (Allemagne).
Membre du Zentrum puis de la CSU, il est ministre-président de la Prusse en 1921, ministre des Transports de 1929 à 1930 puis ministre du Travail de 1930 à 1932.